# 菊次郎の夏
『菊次郎の夏』（きくじろうのなつ）は、1999年6月5日に公開された日本映画。北野武の監督作品。第52回カンヌ国際映画祭コンペティション部門正式参加作品。生き別れた母を探す少年と、不良中年男との一夏の旅と交流を描くロードムービーである。

## あらすじ
小学三年生の正男は、東京の下町で人形焼屋を営む祖母と二人で暮らしている。父親は正男が小さい時に他界し、母親は遠くに働きに出ていると祖母から聞かされていた。
夏休みに入ると、遊びに誘おうとした友達は家族と旅行、通っているサッカークラブに行くとコーチから「夏休みは練習をやらないんだよ」と帰されてしまった。そんなある日、正男は自宅の箪笥から母親の写真を見つける。正男はいてもたってもいられなくなり、わずかな小遣いを握り締めて、豊橋に住んでいるという母親に会いに行くことを決意する。しかしすぐに不良グループの男子学生4人にカツアゲされそうになるが、祖母の友人のスナックを経営しているおばさんが、ドスを効かせた声と派手な風貌であっさりと4人を追い払い、正男を自らの店に連れて行き、何故大事なお小遣いを持ってどこかに行こうとしたか尋ねる。正男がお母さんに会いたい事情を知り、反対はしないがさすがに小学生の子供1人では心配なおばさんは、自分の旦那でチンピラ中年、菊次郎を正男に同行させることにした。ところが菊次郎はまっ先に競輪場へ行き、妻から預かった旅費どころか正男のお小遣いもろとも使い果たしてしまう。最後のお金となった時に偶然正男が言った数字で大儲けする。2人は大きなホテルで泳いだり、菊次郎は正男に競輪選手のコスプレをさせるなどそれなりに旅行を楽しむが、結局正男の紛れ当たりだったため、資金が底を突いてしまった。
道中、乗車したタクシーの運転手がトイレに降りた隙に車ごと奪ったり、宿泊したホテルのフロントマンに車を出させたり、ヒッチハイクを強要しようとしてトラックドライバーと喧嘩になったりと、菊次郎の傍若無人な振る舞いはとどまることを知らない。しかし、正男が幼い男の子が好きな変質者に言葉巧みに公衆トイレに連れて行かれた際には正男を必死に探した。無理矢理正男のブリーフを下げようとして正男に乱暴しようとしているところを間一髪見つけ出し、変質者から正男を助けて初めて情が芽生えた。
途中、親切なカップルの車に半ば強引に乗り込む二人だが、正男の旅の目的を知ったカップルと打ち解け、正男は彼女にジャグリングを見せてもらったり、一日遊んでもらう。その後古びたバス停でカップルと別れるがバスは来ず、正男の顔を可愛くするために変な猫の化粧をさせるがヒッチハイクさせてくれる車も捕まらず、無一文の二人は古びたバス停の待合小屋で野宿するしかなかった。
通りがかりの車をわざとパンクさせ、修理を手伝うことで恩を売って車に乗せてもらおうと画策した菊次郎だったが、タイヤに細工しようとしているところをワゴン車の持ち主の男に見つかってしまう。ところが車で詩を売りながら日本中を旅してまわっているという風変わりな小説家志望の男は殊に親切で、二人の旅に共感し正男の母親の暮らす家の近くまで送ってもらうことができた。今夜は母親の家に泊めてもらうのだと正男の顔もほころぶ。
ようやく尋ねた住所の家の表札は母の姓とは異なっており、二人に一抹の不安がよぎる。菊次郎が「1人で見てくる」と正男をわざと遠くに置くが、玄関から写真で見た正男の母が家から出てきた。状況を悟った菊次郎は正男に見せないようにと正男の元に走るが、すぐに正男より少し年下の幼い女の子と見知らぬ男性も楽しそうに家から出てきた。二人が立ち尽くして見ている先でその父子はプールへ遊びに出かけてゆき、正男の母は微笑みながらそれを見送った。実は正男の母は父と死別後、祖母に息子を託して籍を抜き、過去を忘れるため新しい土地で今の夫と出会い幸せな家庭を築いていた。正男の母は二人に気付くことなく家の中に消えていった。幼いながらも母の全てを悟った正男は肩を落とし、角を曲がると菊次郎に背を向けて涙を流した。菊次郎はただひたすらとぼけながら「違う家だったみたいだな」と慰めた。菊次郎は野宿の最中に、正男が理由はどうあれ「母親に捨てられた」と気付いていた。小さく「こいつも、俺と同じか…」とつぶやいていた。
正男は母との再会を果たせない無念から涙が止まらない。菊次郎は近くの浜に正男を待たせ、もう一度あの家で母親の引越し先を聞いてくる、ときびすを返す。さりとて何のあてもなく公衆便所の前で佇んでいると、置いてあるバイクのハンドルに結ばれた天使の形をした鈴が目に入った。菊次郎は戻ってきたバイカーの二人から、お守りだというこの鈴を半ば強引に譲り受ける。浜に戻った菊次郎は海を見つめてうなだれる正男に「お母さんは引っ越した。正男が尋ねてきたらこの鈴を渡すよう言われた。」「苦しい事や悲しい事があったら、鈴を鳴らすと天使が来て正男を助けてくれる。」と嘘をつき、偽物のお守りの鈴に願を掛けるようにと精一杯正男を慰める。正男に「天使くるだろ？」と青空を眺めるが、正男は「わかんない」と俯いてしまった。
菊次郎は正男を元気付けようと神社の夜祭に立ち寄るも、夜店で金をたかったり金魚を持ち逃げしようとしたりと、またも傍若無人に振る舞い、ついには的屋の用心棒に袋叩きにされてしまう。何もかもうまくいかず、血まみれになって消沈する菊次郎。逆に慰めるように何も言わず菊次郎の顔を拭ってくれる正男に菊次郎は感極まるも、力なく「ごめんな」とつぶやくことしかできなかった。
放浪同然の旅となった二人だが、ひょんなことから小説家志望の男と再会する。男は二人の旅の顛末を聞くと、菊次郎を呼び出し事情を察して「一緒に遊びましょう。子供が可哀想ですよ。」と2、3日キャンプでもしようと提案する。川原でキャンプしていると、菊次郎に鈴を奪われたバイカーの二人もやってきて、4人の大人は子供に帰ったように正男とスイカ割りや、だるまさんがころんだを真剣に遊び、楽しいひと時を過ごした。
そんな中、菊次郎は正男と同じく幼い頃に自分を捨てた母親が入所している介護施設が近くにあることを知る。菊次郎は正男を優しいおじちゃんたちに預け、施設を訪ねるも、年老いてもなお介護士らに毒を吐き、嫌われている様子でもどこか寂しそうに車椅子に乗っている母に声を掛ける勇気はなく、正男と同様遠くから眺めていることしかできなかった。
楽しいキャンプも終わり、元気付けてくれた大人たちとも別れ、それぞれがそれぞれの生活に戻っていった。帰ってきた東京の下町の川辺で、菊次郎は「またお母さんを探しに行こう」と正男を抱きしめる。別れ際、正男は立ち去ろうとする菊次郎に初めて名を尋ね、菊次郎ははにかみながら「菊次郎だよ！」と名乗った。菊次郎に微笑みかけてから、天使の鈴を鳴らしながら走り去る正男を菊次郎はいつまでも見送っていた。こうして正男と菊次郎の長いようで短い夏休みが終わった。

## キャスト
- 菊次郎：ビートたけし
- 正男：関口雄介
- 菊次郎の女房：岸本加世子
- バイクの男：グレート義太夫
- バイクの男の友人：井手らっきょ
- 変態男（落武者）：麿赤兒
- 正男の母：大家由祐子
- 車のカップル・女：細川ふみえ
- ヤクザの幹部：関根大学
- ヤクザ：田中要次、稲宮誠、村澤寿彦
- あんちゃん：今村ねずみ
- バス停の男：ビートキヨシ
- テキ屋：諏訪太朗、江端英久
- ホステス：小島可奈子、永田杏子、小林恵美、大葉ふゆ、つかもと友希、安井祐子
- 中学生達：小川俊樹、吉川昌太、田中丈資、吉村光浩、鈴木秀範、山田辰也、伊藤隆也
- 浅草の人達：徳永邦治、高橋勝、逆木圭一郎、町田桐生、瀬下尚人、舘形比呂、羽藤雄次
- 旅の途中で出会う人達：橘家二三藏、大槻修治、菊地康二、嵯峨周平、道又隆成、大西武志、浜幸一郎、伊吹洸一、岡崎公彦
- 諏訪部仁
- 清水英彰
- 丸山秀人
- 神道寺こしお
- 石坂勇
- 橋本拓也
- 右近良之
- カップルの男：黒須洋壬
- 戸川暁子
- 北澤清子
- 正男の友達：荒井賢太
- 子供達：中川大輝、谷澤允哉、大田ななみ、土田芽吹、土田一総、新井瞳
- スタンドイン：津川誠
- 正男のおばあちゃん：吉行和子

## スタッフ
- 配給：日本ヘラルド映画、オフィス北野
- 製作：バンダイビジュアル、TOKYO FM、日本ヘラルド映画、オフィス北野
- プロデューサー：森昌行、吉田多喜男
- 音楽監督：久石譲
- 監督・脚本・編集：北野武
- ラインプロデューサー：小宮慎二
- 協力プロデューサー：坂上直行、古川一博、川城和実
- 撮影：柳島克己
- 照明：高屋齋
- 美術：磯田典宏
- 録音：堀内戦治
- 編集：太田義則
- 記録：中田秀子
- 助監督：清水浩
- キャスティング：吉川威史
- 製作担当：山本章
- 撮影Bカメラ：角井孝博
- 装飾：尾関龍生
- 衣裳：岩崎文男
- メイク：宮内三千代
- 特機：南好哲
- 刺青：霞涼二
- スチール：熊谷貫
- 脚本担当：佐藤哲康
- 製作主任：田中敏雄、甲斐路直
- 監督助手：大野伸介、松川嵩史、吉田亮
- 撮影助手：村埜茂樹、鈴木慎二、末吉真、松下茂、小岩井貴子
- 照明助手：舘野秀樹、木村匡博、木村明生、宮尾康史、松田直子、鳥谷部康宏
- 特機助手：児玉謙一
- 美術助手：新田隆之、禪洲幸久
- 装飾助手：龍田哲児、甲田敦子
- 録音助手：南徳昭、古谷正志、池田雅樹
- 整音助手：高坂隆
- タイミング：桑山太郎
- オプチカル：五十嵐敬二
- デジタル合成：千葉英樹
- 光学リレコ：利沢彰
- レコーディスト：中野明
- 音響効果：帆苅幸雄
- ネガ編集：辻井好子、久保田玲子、佐藤洋子
- 編集助手：渡会清美
- 製作進行：土井智生、安田邦弘
- 演技事務助手：堀部勇貴
- カースタント：TAKA
- 車輌：合田彰二、諸元清、山下和行、児玉正樹、渡辺一樹、須藤高洋、岩窪大仁、伊藤栄
- 天使の鈴デザイン：篠原勝之
- 音楽制作：森本信、土川俊司、渡辺章
- 音楽録音：浜田純伸
- サウンドトラック：ポリドール
- 音楽出版管理：フジパシフィック音楽出版
- 宣伝プロデューサー：照本良
- 宣伝協力プロデューサー：高橋直树
- 製作宣伝：堀江可奈子
- 海外担当：臼居直行
- 製作デスク：池野光代
- タイトルデザイン：赤松陽構造
- 協力：アオイスタジオ、アラヤロケーションサービス、アルファヴィル、エメケイ特機、京阪商会、三陽編集室、第一衣裳、高津映画装飾、東京現像所、コダック、ナック、日映美術、日活撮影所、日本照明、チーム佐光、ティー・マーク、P2、ベレッツアスタジオ、ポパイアート、吉川事務所、ワンダーシティ、ワンダースティション、コンボイハウス、クロキプロ、インターアクト、トライアル、東京宝映、テアトルアカデミー、東俳、セントラル子供タレント、日本児童、ホリプロインプルーブメントアカデミー
- MA：アオイスタジオ
- 現像：東京現像所
- スタジオ：日活撮影所
- 撮影協力：浅草ブロードウェイ通り商店街、浅草寺、浅草がんばる会、花月園観光株式会社 ほか
- 特別協力：全国FM放送協議会

## 作品解説

### 撮影
静岡県、および愛知県豊橋市などでロケが行われた。この作品には北野が絶賛するパフォーマンス集団THE CONVOYのメンバーが出演している。
撮影時に、正男役の関口を走らせるシーンで、何度走らせても演技が入った走りになってしまい、たけしが関口に「あの牛乳屋にアイスが売ってるからお小遣いをやるから俺の分も買ってこい」と頼み、アイス欲しさに全速力で走っているのをこっそり撮影したことを『オモクリ監督』で語っている。

### 音楽
音楽を依頼する際、いつもは「自分の専門じゃないから」と音楽担当の久石譲に任せ、まず久石が仮に作ったデモ盤を聴いた後に変更等の注文をつけることが多いが、本作では映画製作前にたけしから「リリカルなピアノものでいきたい」と、具体的なイメージによる注文がされた。たけしがイメージを具体的に示すのは珍しく、余程のこだわりがあったのだろうと久石のアルバム『joe hisaishi meets kitano films』のライナーにて森昌行が回想しコメントしている。久石は本作のあまりのギャグの多さを心配していたが、たけしが「大ギャグをやっているところに悲しい音楽を流して」と指示したところ、菊次郎や少年の持っている悲しみが出て来るのを見て、「武さん、これをやりたかったんだ」と驚いたという。
メインテーマ「Summer」は本来サブテーマとして作られた曲だが、北野が気に入ったためメインテーマに採用された。「summer」は好評を博し、2000年から2002年にかけてたけしが出演した9代目（E120型系）トヨタ・カローラシリーズ（セダン・フィールダー・ランクス・スパシオ）のテレビ・ラジオCMのBGMにも使われた。久石はたけしについて、「僕なんかでは太刀打ちできない『時代を見つめる目』がある」「音楽が社会に出たとき、人々の耳にどのように聞こえるか、ちゃんと知っているんです」と述べている。また、バラエティ番組などで「夏の情景」「大人とこどものふれあい」などのシーンで頻繁に使用されている。

## 受賞歴
- 第23回日本アカデミー賞
  - 最優秀助演女優賞（岸本加世子）
  - 最優秀音楽賞（久石譲）
- 第9回東京スポーツ映画大賞・主演男優賞（ビートたけし）・特別賞（井手らっきょ）
- 第73回キネマ旬報ベスト・テン日本映画第7位
- 第21回ヨコハマ映画祭日本映画ベストテン第5位
- 第54回毎日映画コンクール日本映画優秀賞

## 関連作品
- ジャム・セッション 菊次郎の夏〈公式海賊版〉（1999年、篠崎誠監督）……製作過程に密着したドキュメンタリー映画。